# بزرگراه میان‌ایالتی ۶۴
بزرگراه میان ایالتی ۶۴ (به انگلیسی: Interstate-64، مخفف:I-64) یکی از بزرگراه‌های میان ایالتی آمریکاست؛ که مسیر شرقی-غربی داشته و زیرمجموعه دارد.